# Hong Yong-jo
Hong Yong-jo (hangŭl (홍영조?); Pyongyang, 22 maggio 1982) è un calciatore nordcoreano, attaccante del April 25.

## Carriera

### Club
Ha giocato con la maglia dei nordcoreani dell'April 25 fino al 2007, quando si è trasferito in Serbia al FK Bežanija; dal 2008 al 2010  ha militato nei russi del Rostov. Nel 2011 alla scadenza del contratto torna in patria con l'April 25.

### Nazionale
Dal 2005 è nella nazionale della Corea del Nord, di cui indossa anche la fascia di capitano nelle qualificazioni che hanno condotto la formazione ai mondiali di Sudafrica 2010 e nella stessa fase finale del torneo iridato.

## Palmarès

### Club

#### Competizioni nazionali
- Campionato nordcoreano: 4

April 25: 2011, 2013, 2015, 2017